# ماركيز تشايلدز
ماركيز تشايلدز (بالإنجليزية: Marquis Childs)‏ هو صحفي أمريكي، ولد في 17 مارس 1903 في كلينتون في الولايات المتحدة، وتوفي في 30 يونيو 1990 في سان فرانسيسكو في الولايات المتحدة.